# 日本私立学校振興・共済事業団
日本私立学校振興・共済事業団（にほんしりつがっこうしんこう・きょうさいじぎょうだん、英: Promotion and Mutual Aid Corporation for Private Schools of Japan; PMAC）は、文部科学省所管の特殊法人。私立学校の教育の充実及び向上並びにその経営の安定並びに私立学校教職員（私立大学病院職員も含む）の福利厚生を図るため、補助金の交付、資金の貸付けその他私立学校教育に対する援助に必要な業務を総合的かつ効率的に行うとともに、私立学校教職員共済法（1953年法律第245号）の規定による共済制度を運営し、もって私立学校教育の振興に資することを目的として設立された。略称は私学事業団（しがくじぎょうだん）。

## 概要
行政改革の一環として、1998年（平成10年）1月1日に日本私学振興財団と私立学校教職員共済組合を廃止し、それぞれの権利義務を承継して設立した。直営病院1か所（東京臨海病院）、総合運動場1か所、宿泊施設16か所（うち会館（ガーデンパレス）札幌、仙台、東京、名古屋、京都、大阪、広島、福岡の8か所）を運営する。
加入者証の保険者番号は34から始まる8桁の番号からなる。

## 沿革
日本私学振興財団
- 1952年（昭和27年）3月27日	私立学校振興会法（法律第11号）が公布、施行。
- 1952年（昭和27年）3月28日	私立学校振興会を設立。（前身の(財)私学振興会の貸付事業を引継ぐ）
- 1952年（昭和27年）11月25日	貸付事業を開始。
- 1954年（昭和29年）2月3日	助成金交付を開始。
- 1967年（昭和42年）9月20日	寄付金事業を開始。
- 1970年（昭和45年）5月18日	日本私学振興財団法（法律第69号）が公布、施行。
- 1970年（昭和45年）7月1日	私立学校振興会を解散し、日本私学振興財団を設立（前身の権利義務を承継）。併せて、私立大学等経常費補助金の交付及び私学経営に関する調査相談等の事業開始。
- 1975年（昭和50年）7月11日	私立学校振興助成法（法律第61号）が公布。
- 1975年（昭和50年）11月28日	学術研究振興基金の事業開始。

私立学校教職員共済組合
- 1924年（大正13年）7月24日	『(財)私学恩給財団』を設立。
- 1951年（昭和26年）12月28日	(財)私学振興会を設立。
- 1952年（昭和27年）4月1日	(財)私学振興会を(財)私学教職員共済会に名称変更。
- 1953年（昭和28年）8月21日	私立学校教職員共済組合法（法律第245号）が公布。
- 1954年（昭和29年）1月1日	『(財)私学恩給財団』及び(財)私学教職員共済会を解散し、私立学校教職員共済組合を設立。（両法人の権利義務を承継）
- 1972年（昭和47年）5月15日	沖縄本土復帰により沖縄私学の加入、沖縄私学共済の権利義務を承継。
- 1973年（昭和48年）4月1日	電子計算機による事務処理を開始。
- 1974年（昭和49年）4月1日	適用除外校の加入（68法人、130校、21,378人）

日本私立学校振興・共済事業団
- 1997年（平成09年）5月9日	日本私立学校振興・共済事業団法（法律第48号）が公布。
- 1998年（平成10年）1月1日 『日本私学振興財団』及び『私立学校教職員共済組合』を解散し、日本私立学校振興・共済事業団を設立。（両法人の権利義務を承継）
- 2003年（平成15年）10月1日 助成業務について、独立行政法人に準じた管理手法を導入。

### 歴代理事長
日本私立学校振興・共済事業団
| 代 | 氏名     | 出身元・前職            | 在 任 期 間                   | 備 考         |
| -- | -------- | ----------------------- | ----------------------------- | ------------- |
| 1  | 戸田修三 | 中央大学 第18代学長     | 1998年1月1日 - 1999年12月31日 | [ 7 ] [ 8 ]   |
| 2  | 國岡昭夫 | 青山学院大学 第13代学長 | 2000年1月1日 - 2002年3月31日  | [ 8 ] [ 9 ]   |
| 3  | 鳥居泰彦 | 慶應義塾長              | 2002年4月1日 - 2009年12月31日 | [ 9 ] [ 10 ]  |
| 4  | 河田悌一 | 関西大学 第38・39代学長 | 2010年1月1日 - 2018年3月31日  | [ 10 ] [ 11 ] |
| 5  | 清家篤   | 慶應義塾長              | 2018年4月1日 - 2022年6月30日  | [ 11 ] [ 12 ] |
| 6  | 福原紀彦 | 中央大学 第26・28代学長 | 2022年7月1日 - 現任           | [ 13 ]        |

## 所在地
- 本部・私学振興事業本部：〒102-8145 東京都千代田区富士見1丁目10番12号
- 共済事業本部：〒113-8441 東京都文京区湯島1丁目7番5号

## 共済業務（福祉事業）
病院
- 東京臨海病院（江戸川区臨海町）

宿泊施設
- ホテル札幌ガーデンパレス（札幌市中央区北1条西6丁目）
- ホテル仙台ガーデンパレス（仙台市宮城野区榴岡四丁目1番5号）
- ホテル東京ガーデンパレス（文京区湯島1-7-5）
- ホテル名古屋ガーデンパレス（ 名古屋市中区錦3丁目11-13）
- ホテル京都ガーデンパレス（京都市上京区烏丸通下長者町上ル龍前町605）
- ホテル大阪ガーデンパレス（大阪市淀川区西宮原1-3-35）
- ホテル広島ガーデンパレス（広島市東区光町1-15-21）
- ホテル福岡ガーデンパレス（福岡市中央区天神4-8-15）
- 湯河原宿泊所「敷島館」
- 箱根宿泊所「対岳荘」
- 金沢宿泊所「兼六荘」
- 京都宿泊所「白河院」
- 鎌倉保養所「あじさい荘」
- 葉山保養所「相洋閣」
- 志賀高原保養所「やまゆり荘」
- 軽井沢保養所「すずかる荘」

## その他

### 紺綬褒章の申請対象となる公益団体の認定
- 本事業団に対し、公益のために私財（例：個人の場合500万円以上）を寄附した者・法人を対象とした「褒章条例に関する内規第2条に基づく公益団体」として内閣府賞勲局より認定を受けている[14][15]。そのため、対象者・法人に対して紺綬褒章の授与申請が行える。

### 総合運動場の売却
- 当事業団は一連の共済業務の一環として、東京都葛飾区東新小岩1-18-1（最寄駅：JR総武線「新小岩駅」北口から徒歩7分）に「私学事業団総合運動場」を所有していた。同施設には軟式野球場、陸上競技場、テニスコートなどがあり、当事業団に所属する各私立学校の教職員以外にも一般に供用されていた。 一方、葛飾区は人気サッカー漫画「キャプテン翼」および同漫画が元となって同区内で設立された南葛SCを中核とした地域振興策を企画する中で、将来において同SCが日本プロサッカーリーグ（Jリーグ）の1部リーグ(J1)昇格後も本拠地にできる1万5千人収容のサッカー専用スタジアムを同運動場の土地に建設することを構想した。その結果、2023年2月に当事業団は葛飾区との間で土地を含めた売買に向けた協定を締結し[16]、2024年2月末で運動場の利用を終了させた上で、3月19日に土地売却を実施した[17]。